# Emerson Sheik
Márcio Passos de Albuquerque (Nova Iguaçu, Brasil, 6 de septiembre de 1978), más conocido como Emerson Sheik, es un exfutbolista brasileño-catarí. Se desempeñaba como delantero, y su último equipo fue el Corinthians.

## Carrera
Emerson además de tener un largo recorrido en muchos clubes de Brasil y el exterior ha dejado su marca en los distintos equipos que ha estado, pero sobresalen sus títulos obtenidos con el Flamengo con el que salió campeón en 2009 del Brasileirão. También anotó el gol de la victoria de Fluminense 1-0 sobre Guaraní que le dio el título del Brasileirão 2010 al Flu luego de 26 años de sequía.
Con Corinthians ganó el Brasileirão 2011 y fue pieza clave en la Copa Libertadores 2012, en la cual marcó cinco goles y brindó tres asistencias, teniendo una memorable final en la que asistiría a Romarinho en la ida para el 1-1 y culminaría la serie marcando dos goles en la victoria 2-0 de su equipo sobre Boca Juniors en la vuelta, dándole de esta manera el primer título de campeón de América a Corinthians.

### Selección nacional
Disputó el Campeonato Sudamericano Sub-20 de 1999 con Brasil.
En enero de 2008 se nacionalizó catarí, siendo convocado por la selección de fútbol de Catar en marzo de ese año para disputar partidos amistosos ante Baréin y Jordania y un partido oficial ante Irak, correspondiente a la clasificación de AFC para la Copa Mundial de Fútbol de 2010. Dado que el jugador había actuado con la selección juvenil brasileña usando otro nombre, se suscitó una queja por parte de la Asociación de Fútbol de Irak por la irregularidad. Emerson jamás volvió a jugar para el equipo nacional de Catar. 

## Controversia sobre su edad
A sus 15 años falsificó su identidad para restarse tres años y poder ingresar a las divisiones inferiores del São Paulo.
Al disputar el Campeonato Sudamericano Sub-20 de 1999 con Brasil excedió la edad permitida para participar del evento, lo que sólo se supo algunos años después.

## Clubes
| Club               | País            | Año         | Partidos | Goles |
| ------------------ | --------------- | ----------- | -------- | ----- |
| São Paulo          | Brasil          | 1998 - 1999 | 11       | 2     |
| Consadole Sapporo  | Japón           | 2000        | 34       | 31    |
| Kawasaki Frontale  | Japón           | 2001        | 18       | 19    |
| Urawa Red Diamonds | Japón           | 2001 - 2005 | 100      | 71    |
| Al-Sadd            | Catar           | 2005 - 2007 | 32       | 24    |
| Stade Rennais      | Francia         | 2007 - 2008 | 3        | 0     |
| Al-Sadd            | Catar           | 2008 - 2009 | 2        | 0     |
| Flamengo           | Brasil          | 2009        | 20       | 9     |
| Al Ain             | Emiratos Árabes | 2009 - 2010 | 17       | 12    |
| Fluminense         | Brasil          | 2010 - 2011 | 31       | 17    |
| Corinthians        | Brasil          | 2011 - 2015 | 187      | 38    |
| Botafogo (Cedido)  | Brasil          | 2014        | 15       | 6     |
| Flamengo           | Brasil          | 2015 - 2016 | 35       | 6     |
| Ponte Preta        | Brasil          | 2017        | 26       | 5     |
| Corinthians        | Brasil          | 2018        | 3        | 1     |

## Palmarés

### Torneos Estatales
| Título              | Equipo (*)  | Sede      | Año  |
| ------------------- | ----------- | --------- | ---- |
| Campeonato Paulista | Sao Paulo   | São Paulo | 1998 |
| Taça Rio            | Flamengo    | Río       | 2009 |
| Campeonato Carioca  | Flamengo    | Río       | 2009 |
| Campeonato Paulista | Corinthians | São Paulo | 2013 |
| Campeonato Paulista | Corinthians | São Paulo | 2018 |

### Copas nacionales
| Título               | Equipo (*)         | Sede   | Año  |
| -------------------- | ------------------ | ------ | ---- |
| J. League Division 2 | Consadole Sapporo  | Japón  | 2000 |
| Copa J. League       | Urawa Red Diamonds | Japón  | 2003 |
| Copa de la Liga      | Al Ain FC          | EAU    | 2009 |
| Campeonato Brasileño | Flamengo           | Brasil | 2009 |
| Campeonato Brasileño | Fluminense         | Brasil | 2010 |
| Campeonato Brasileño | Corinthians        | Brasil | 2011 |

### Copas internacionales
| Título                 | Equipo      | País   | Año  |
| ---------------------- | ----------- | ------ | ---- |
| Copa Libertadores      | Corinthians | Brasil | 2012 |
| Copa Mundial de Clubes | Corinthians | Japón  | 2012 |
| Recopa Sudamericana    | Corinthians | Brasil | 2013 |

### Distinciones individuales
| Distinción                                 | Año  |
| ------------------------------------------ | ---- |
| Máximo goleador de la J2 League (31 goles) | 2000 |
| Jugador del año en la J. League            | 2003 |
| Equipo Ideal de la J. League               | 2003 |
| Equipo Ideal de la J. League               | 2004 |
| Máximo goleador de la J1 League (27 goles) | 2004 |
| Equipo Ideal de la J. League               | 2005 |
| Mejor Jugador Liga Catar                   | 2006 |
| Mejor Jugador de la Copa Libertadores      | 2012 |